# Enea Mihaj
Enea Mihaj, né le 5 juillet 1998 à Rhodes en Grèce, est un footballeur international albanais, qui évolue au poste de défenseur central à Atlanta United.

## Biographie

### Panetolikós FC
Natif de Rhodes en Grèce, Enea Mihaj est formé par le Panetolikós FC. Il joue son premier match en professionnel le 11 janvier 2017, à l'occasion d'une rencontre de coupe de Grèce contre le PAOK Salonique. Son équipe s'incline sur le score de deux buts à zéro ce jour-là. C'est contre cette même équipe qu'il joue son premier match de championnat, étant titularisé le 16 septembre de la même année (défaite 1-0 du Panetolikós FC). Il s'impose comme un titulaire lors de la saison 2017-2018, jouant un total de 29 matchs toutes compétitions confondues.

### PAOK Salonique
Le 21 juin 2019 est annoncé le transfert d'Enea Mihaj vers le champion de Grèce de l'édition précédente, le PAOK Salonique pour un contrat de quatre ans. Il fait sa première apparition sous ses nouvelles couleurs seulement le 7 janvier 2020, lors d'une rencontre de coupe de Grèce contre l'OFI Crète. Son équipe s'impose sur le score de trois buts à zéro ce jour-là.
En octobre 2020, Mihaj est victime d'une rupture du ligament croisé. Il est absent pour de longs mois, le tenant écarté des terrains jusqu'au printemps 2021.

### FC Famalicão
Le 15 août 2022, Enea Mihaj rejoint le Portugal afin de s'engager en faveur du FC Famalicão. Il signe un contrat de trois ans, soit jusqu'en juin 2025.

### Atlanta United
Lors de l'été 2025, Enea Mihaj rejoint l'Atlanta United. Le transfert est annoncé le 2 juillet 2025 et il signe un contrat courant jusqu'en décembre 2028, avec une année supplémentaire en option.

### En équipe nationale
Enea Mihaj est convoqué pour la première fois avec l'équipe nationale d'Albanie par le sélectionneur Christian Panucci en septembre 2018. Il honore sa première sélection lors de ce rassemblement,  le 10 septembre 2018 lors d'un match face à l'Écosse. Les Albanais s'inclinent sur le score de deux buts à zéro lors de cette partie.
Il est retenu dans la liste des 26 joueurs albanais du sélectionneur Sylvinho pour participer à l'Euro 2024.